# Бермуди на Летњим олимпијским играма 1936.
Бермуди се први пут појавили на Олимпијским играма у Берлину 1936. године, када је Национални олимпијски комитет Бермуда (Bermuda Olympic Association) признат од стране МОКа.
Заступали су их петорица спортиста који су се такмичили у пливању, а који нису освојили ниједну медаљу.

## Спортисти Бермуда по дисциплинама
| Спорт      | Мушкарци | Жене | Укупно |
| ---------- | -------- | ---- | ------ |
| Пливање    | 5        | 0    | 5      |
| Укупно (1) | 5        | 0    | 5      |

## Пливање

### Мушкарци
| Пливач               | Дисциплина        | Група   | Група   | Полуфинале       | Полуфинале       | Финале           | Финале           |
| Пливач               | Дисциплина        | Време   | Пласман | Време            | Пласман          | Време            | Пласман          |
| -------------------- | ----------------- | ------- | ------- | ---------------- | ---------------- | ---------------- | ---------------- |
| Леонард Спенс        | 100 м слободно    | 1:01,9  | 23/42   | Није се пласирао | Није се пласирао | Није се пласирао | Није се пласирао |
| Леонард Спенс        | 200 м прсно       | 2:52,0  | 10/25   | Дисквалификован  | 0                | Није се пласирао | Није се пласирао |
| Леонард Спенс        | 4 х 200 мслободно | 10:50,5 | 14/18   |                  |                  | Није се пласирао | Није се пласирао |
| Џон Јанг (атлетичар) | 100 м слободно    | 1:07,8  | 40/42   | Није се пласирао | Није се пласирао | Није се пласирао | Није се пласирао |
| Џон Јанг (атлетичар) | 4 х 200 мслободно | 10:50,5 | 14/18   |                  |                  | Није се пласирао | Није се пласирао |
| Едмонд Купер         | 400 м слободно    | 5:53,8  | 34/34   | Није се пласирао | Није се пласирао | Није се пласирао | Није се пласирао |
| Едмонд Купер         | 4 х 200 мслободно | 10:50,5 | 14/18   |                  |                  | Није се пласирао | Није се пласирао |
| Dudley Spurling      | 4 х 200 мслободно | 10:50,5 | 14/18   |                  |                  | Није се пласирао | Није се пласирао |
| Перси Белвин         | 200 м прсно       | 3:09,8  | 23/25   | Није се пласирао | Није се пласирао | Није се пласирао | Није се пласирао |